# صاحیبیندن.کام
صاحیبیندن.کام (انگلیسی: Sahibinden.com) شرکت نرم‌افزار ترکیه‌ای است، که در سال ۲۰۰۰ تأسیس شد. صاحیبیندن به معنی «از صاحبش» می‌باشد. افراد و شرکت‌ها می‌توانند املاک، ماشین‌، و اجناس دیگر را خرید و فروش کنند. ثبت‌نام و ارسال فرسته در این وب‌سایت رایگان است.